# Дав Камерън
Дав Камерън (на английски: Dove Cameron; родена Клоуи Селест Хостерман, на английски: Chloe Celeste Hosterman) е американска актриса и певица, известна със своята двойна роля, като едноименните герои в телевизионния сериал на Дисни Чанъл „Лив и Мади“ (2013 – 2017) и играе Мал, във филмите „Наследниците“ (2015), продължението „Наследниците 2“ (2017), и третата част „Наследниците 3“ (2019).
Впоследствие тя играе Руби в телевизионната серия на Ей Би Си „Агентите на ЩИТ“ (2018). Тя озвучава Призрачният паяк в анимационния филм на Марвел „Marvel Rising: Secret Warriors“ (2018) и Елън Райт в „Големия Нейт“ (2022) на Никелодеон.

## Личен живот
Дав Камерън е родена на 15 януари 1996 г. в град Сиатъл, САЩ. Когато е на 14, семейството ѝ се премества в Лос Анджелис, Калифорния.
Камерън започва връзка с Райън Макартан, който играе Диги в „Лив и Мади“, през 2013 г. и двамата обявяват годежа си през април 2016 г., но взимат решение да се разделят няколко месеца по-късно. От 2016 до 2020 г. има връзка с актьора Томас Дохърти.